# Énergie au Bénin
Le secteur de l'énergie au Bénin recouvre la production, la consommation et la transformation d'agents énergétiques dans ce pays.

## Secteur amont des hydrocarbures
Bien que le golfe de Guinée soit une région pétrolière et gazière majeure, le Bénin ne possède pas de réserves d'hydrocarbures importantes. Des travaux d'exploration de prospection ont été menés à plusieurs reprises. Un petit gisement a été découvert au large de Sèmè-Kpodji en 2009. Il a été considéré comme non commercialement exploitable à l'époque, lorsque le prix du pétrole était bas, mais pourrait être réévalué et mis en exploitation.
Le pays est connecté au West African Gas Pipeline. Il s'agit d'un gazoduc qui s'étend du Nigeria au Ghana. Une branche du gazoduc dessert Cotonou, approvisionnant le Bénin en gaz naturel produit au Nigeria.

## Secteur aval
Le pays ne possède pas de raffinerie de pétrole, et doit donc importer des carburants. Le gouvernement a entamé des démarches (recherche de financements et de partenariats industriels) pour construire une raffinerie à l'échéance 2030.
La Société nationale de Commercialisation des Produits pétroliers, créée en 1974 par nationalisation des actifs béninois de plusieurs compagnies, est chargée de l'importation et de la distribution de carburants dans le pays. Il existe aussi une importante importation illégale de carburants depuis le Nigeria, largement tolérée par les autorités.

## Électrification
Selon la Banque mondiale, 66 % de la population est reliée au réseau électrique en 2020. 
La centrale thermique de Maria-Gléta est une centrale électrique moderne de 80 MW, mise en service en 2020, et alimentée en gaz naturel par le gazoduc ouest-africain. Pendant sa première année de fonctionnement, elle a fourni 60 % de l'électricité du pays. Il existe un projet de construction d'une ferme éolienne à Cotonou, projet porté par Tractebel (Belgique).

## Biomasse traditionnelle

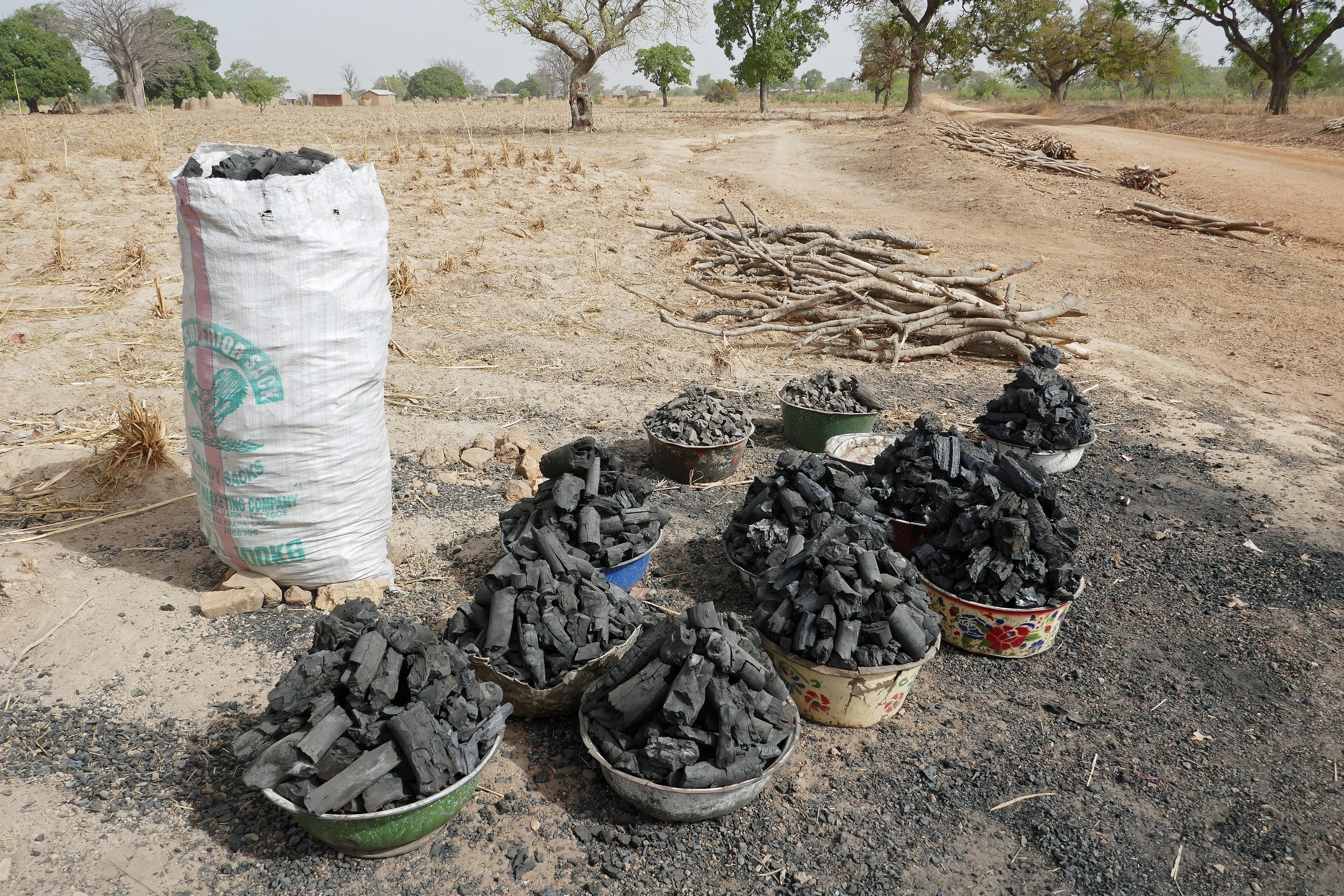
Charbon de bois au Bénin.

Le bois et le charbon de bois sont les combustibles les plus utilisés au niveau familial, pour la cuisine notamment. Environ 3,3 millions de tonnes de bois ont été converties en charbon de bois en 2017. Pour réduire la déforestation induite par cette consommation, une piste prometteuse est la production d'un charbon végétal à partir de déchets agricoles et alimentaires, comme des feuilles ou des peaux de bananes. 